# Eumerus grisescens
Eumerus grisescens är en tvåvingeart som beskrevs av Becker 1921. Eumerus grisescens ingår i släktet månblomflugor, och familjen blomflugor. Inga underarter finns listade i Catalogue of Life.